# Філени
Філени (дав.-гр. Φιλαίνοι) — напівлегендарні брати — пунійці, які, за переказами, погодилися принести себе в жертву заради встановлення «справедливого» кордону між Карфагенською державою і сусідньою Киреною.
Суперечки між двома містами тривали кілька десятиліть, аж поки їхні очільники не домовилися поділити африканське узбережжя найпростішим, як їм здавалося, способом — вислати назустріч один одному двох посланців від кожної сторони і провести кордон у місці їхньої здибанки. Посланцями з карфагенського боку і були Філени. Однак киренці звинуватили братів у тому, що ті вирушили раніше умовленого терміну. Обурені Філени не знайшли іншого способу довести свою чесність, аніж погодилися, щоб їх закопали живцем.
Згодом на місці смерті Філенів вдячні співвітчизники звели два вівтарі, які відтак позначали східну межу володінь Карфагена.
За іншою версією Філен був один, і лише згодом відбулося «подвоєння» — можливо з огляду на те, що вівтарів було два.